# Макгру (Небраска)
Макгру (енгл. McGrew) град је у америчкој савезној држави Небраска.

## Демографија
По попису из 2010. године број становника је 105, што је 2 (1,9%) становника више него 2000. године.
| Група             | 2000.      | 2010.      |
| Белци             | 86 (83,5%) | 96 (91,4%) |
| Афроамериканци    | 0 (0,0%)   | 1 (1,0%)   |
| Азијати           | 0 (0,0%)   | 0 (0,0%)   |
| Хиспаноамериканци | 16 (15,5%) | 3 (2,9%)   |
| Укупно            | 103        | 105        |